# تپه داربلوط۱
تپه داربلوط۱ مربوط به دوره ایلخانی است و در شهرستان دورود، بخش مرکزی، دهستان ژان، ۱۳۰۰ متری جنوب شرقی روستای دریژان واقع شده و این اثر در تاریخ ۲۳ بهمن ۱۳۸۵ با شمارهٔ ثبت ۱۷۱۷۳ به‌عنوان یکی از آثار ملی ایران به ثبت رسیده است.